# Ишкуль (деревня)
Ишкуль — упразднённая деревня в Колосовском районе Омской области. Входила в состав Колосовского сельсовета. Исключена из учётных данных в 1974 г.

## География
Располагалось у озера Жилое, в 10 км (по прямой) к юго-востоку от деревни Вишнёвое.

## История
Основана в 1921 году. В 1928 году состояла из 73 хозяйств. В административном отношении являлась центром Ишкульского сельсовета Нижне-Колосовского района Тарского округа Сибирского края. Исключена из учётных данных на основании райисполкома от 02.01.1974 года.

## Население
По переписи 1926 г. в деревне проживало 408 человек (191 мужчина и 217 женщин), основное население — русские.